# نریتان نووی
نریتان نووی (آلبانیایی: Neritan Novi؛ زادهٔ ۳ سپتامبر ۱۹۷۰) بازیکن سابق و مربی فوتبال اهل آلبانی است.
وی همچنین در تیم ملی فوتبال آلبانی بازی کرده‌است.